# Dolichoderus luederwaldti
Dolichoderus luederwaldti is een mierensoort uit de onderfamilie van de Dolichoderinae. De wetenschappelijke naam van de soort is voor het eerst geldig gepubliceerd in 1921 door Santschi.